# Jonas Persson Gedda

Karta över Lycksele (Umeå) lappmark från 1671, av Jonas Persson Gedda.

Jonas Persson Gedda, död 1697 i Vasa, var lantmätare i Västerbottens län och Österbottens län från och med 1667. Han var gift med Cecilia Grubb. Möjligen var han bror till lantmätaren Johan Persson Gedda från Lövångers socken, vilket skulle innebära att han också var farbror till Petter Gedda. Dottern Katrina Gedda gifte sig med lantmätaren Gustaf Ulstadius, som efterträdde sin svärfar som lantmätare i Österbotten.
Jonas Persson Gedda deltog 1671 i en expedition för att kartlägga Ume lappmark på initiativ av landshövding Johan Graan. Han ritade därefter en karta, på vilken lappskattelanden i de historiska lappbyarna Umbyn och Granbyn redovisas. Det är den enda karta som före 1900-talet upprättats över alla lappskatteland inom ett större område.